# Pokabius gilae
Pokabius gilae är en mångfotingart som beskrevs av Chamberlin 1922. Pokabius gilae ingår i släktet Pokabius och familjen stenkrypare. Inga underarter finns listade i Catalogue of Life.